# 舊館 (臺灣)
舊館，是臺灣彰化縣埔心鄉的一個傳統地域名稱，位於該鄉中部偏西南。相較於今日行政區，其範圍大致包括舊館村、南館村、新館村。

## 歷史
台灣清治末期至日治初期，舊館地區為一街庄，稱為「舊館庄」，隸屬於武西堡。該庄北與梧鳳庄為鄰，東邊中北側與大埔心庄為鄰，東邊南側及南邊東側與大溝尾庄，南邊中西側為同安宅庄，西邊為羅厝庄。
1901年（日治明治三十四年）11月，全台廢縣廳改設二十廳，該庄隸屬於彰化廳。1903年（明治三十六年）6月，該庄編入「大埔心區」，隸屬於彰化廳。1909年（明治四十二年）10月，合併二十廳為十二廳，大埔心區改隸屬於臺中廳。1920年（大正九年），該庄改制為「舊館」大字，隸屬於臺中州員林郡坡心庄。
戰後坡心庄改制為埔心鄉，隸屬於臺中縣，大字亦改制為村。1950年10月，中、彰、投分治，埔心鄉改隸屬彰化縣。

## 聚落
本地區發展較早的聚落為舊館、新館，在日治期初期的官方地圖上已有記載。

## 交通
縣道148號（員鹿路五段、中正路二段、員鹿路三段）是王功至草屯的道路，大致以西向東轉西微北－東微南走向再轉西南西－東北東走向經過舊館地區中部，由該道路向西轉西北西可前往溪湖、二林北部、芳苑的王功等地，往東可前往埔心市區、員林、芬園、草屯等地。
鄉道彰53-1線是大崙至同安的道路，大致以北向南蜿蜒經過本地區北部、中部及西南部。由該道路向北可前往梧鳳、埤霞、大崙並止於鄉道彰44線路口，向南可前往同安宅並止於其南部邊界處的鄉道彰142-1線路口。
鄉道彰147線是舊館至同安宅的道路，其北側端點位於本地區中部鄉道彰53-1線路口。由此向東北東轉南南東蜿蜒出境後，可前往同安宅並止於其南部邊界東側的鄉道彰142-1線路口。

## 學校
- 舊館國小